# گولمان
گولمان (به لاتین: Golman) یک روستا در بنگلادش است که در استان باریسال و در ناحیه پیروج‌پور واقع شده‌است.